# Poiana (gmina Sohodol)
Poiana – wieś w Rumunii, w okręgu Alba, w gminie Sohodol. W 2011 roku liczyła 16 mieszkańców.